# Kickxella
Kickxella är ett släkte av svampar. Kickxella ingår i familjen Kickxellaceae, ordningen Kickxellales, divisionen oksvampar och riket svampar.
|           | Coemansia                               |
|           |                                         |
| Kickxella | \| \| Kickxella alabastrina \| \| \| \| |
|           | \| \| Kickxella alabastrina \| \| \| \| |
|           | Martensella                             |
|           |                                         |
|           | Mycoëmilia                              |
|           |                                         |
|           | Ramicandelaber                          |
|           |                                         |
|           | Myconymphaea                            |
|           |                                         |
|           | Spiromyces                              |
|           |                                         |
|           | Linderina                               |
|           |                                         |
|           | Dipsacomyces                            |
|           |                                         |
|           | Pinnaticoemansia                        |
|           |                                         |
|           | Spirodactylon                           |
|           |                                         |
|           | Martensiomyces                          |
|           |                                         |
|           | Kickxella alabastrina                   |
|           |                                         |

|  | Kickxella alabastrina |
|  |                       |